# Teatro all'antica

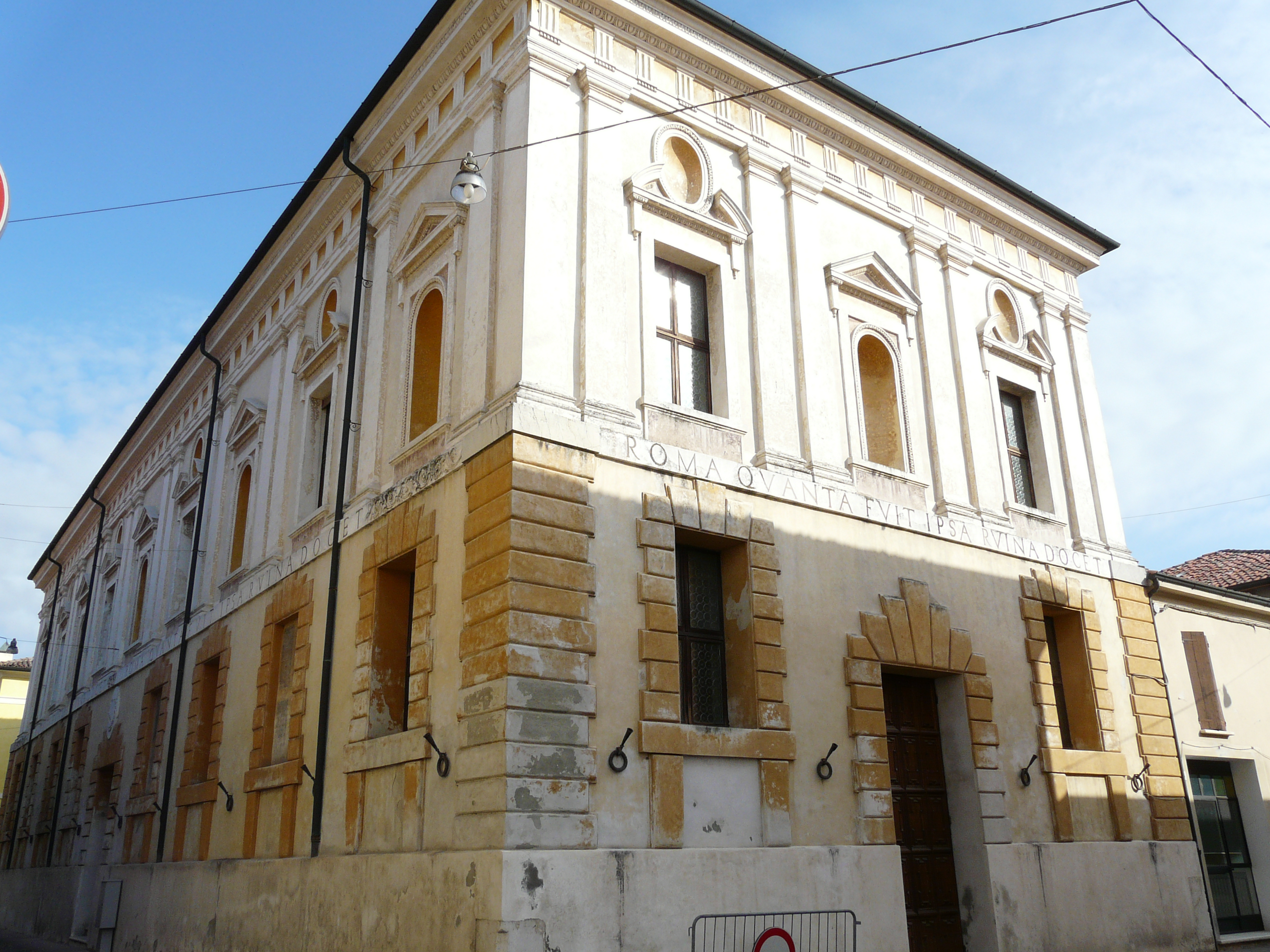
De achterkant van het gebouw met de acteursingang

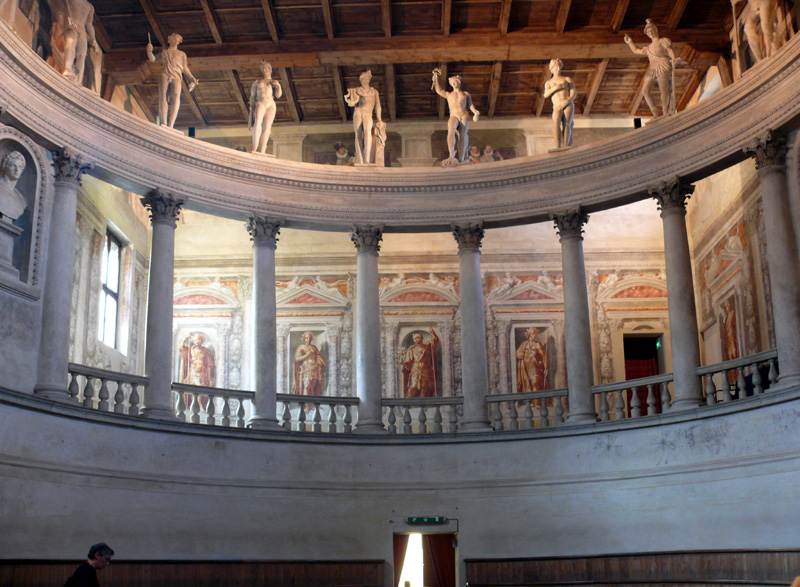
Zicht vanaf het auditorium naar de hertogelijke balustrade

Het Teatro all'antica (antiek theater), ook bekend als Teatro Olimpico en Teatro Ducale (resp. Olympisch en hertogelijk theater), is een schouwburg in de Lombardische stad Sabbioneta. Dit renaissancegebouw, ingehuldigd in 1590, werd ontworpen door de architect Vincenzo Scamozzi voor de ideale stad van hertog Vespasiano Gonzaga. Het is het oudste nog bestaande vrijstaande theater van Europa. Het iets oudere Teatro Olimpico in Vicenza werd geconstrueerd in een middeleeuws gebouw. 

## Geschiedenis
Hertog Vespasiano Gonzaga had het Teatro Olimpico van Vicenza gezien en wilde in zijn ideale stad Sabbioneta ook zo'n toneelzaal. Hij overtuigde Vincenzo Scamozzi, die eigenlijk in Venetië werkzaam was, de opdracht te aanvaarden. Scamozzi had het Teatro Olimpico van Vicenza, ontworpen door Andrea Palladio, afgewerkt en hij had de trompe-l'œil ervoor gemaakt. De plannen van Scamozzi voor het Teatro all'antica zijn gedeeltelijk bewaard in de Uffizi in Florence. Hij was trots op zijn twee toneelgebouwen en besprak ze uitgebreid in deel II van L'idea della architettura universale (1615). 
De bouw startte in 1587 of 1588 en was in 1590 gereed. Veel toneel is er echter niet vertoond. Het jaar na de opening stierf hertog Gonzaga en kreeg het gebouw andere functies. Het diende in de 17e eeuw als militair hospitaal en werd in de 20e eeuw verbouwd tot bioscoop. In de jaren 80 werd het gebouw  gerestaureerd om te worden gebruikt voor concerten.   

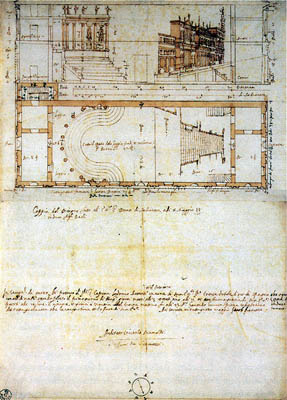
Een origineel plan van Scamozzi uit de Uffizi

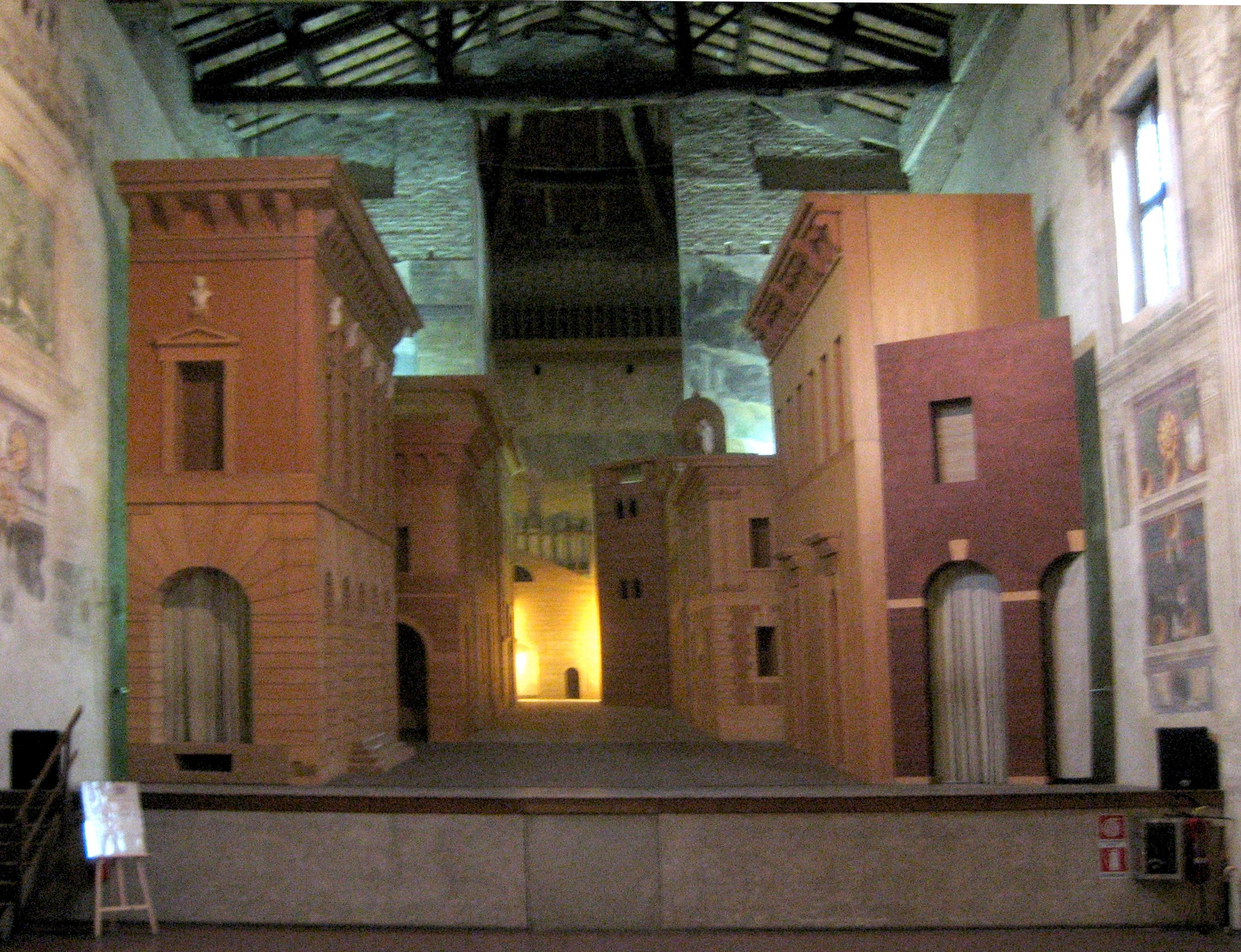
Zicht op het podium vanuit het auditorium

## Interieur

### Toeschouwersruimte
De toeschouwersruimte is gebaseerd op het model dat Palladio voor Vicenza had uitgetekend. De zitbanken zijn opgesteld in een halve cirkel en erboven is een balustrade, met daarachter de ruimte gereserveerd voor de hertogelijke familie. De gebogen structuur met de twaalf Korinthische zuilen en daarboven standbeelden van de twaalf Olympische goden, is eveneens duidelijk herkenbaar. Elke god verbeeldt een emotie (Jupiter rust, Mars woede, Saturnus melancholie, Venus liefde, enz.). Scamozzi had in Sabbioneta echter minder ruimte en bovendien was ze niet vierkant maar rechthoekig. Hij versmalde het auditorium tot een hoefijzervorm met naar buiten afbuigende uiteinden. Op alle muren zijn illusionistische fresco's geschilderd, meestal met een Romeins thema (keizers, het Capitool, de Engelenburcht...).

### Podium
Voor het podium maakte Scamozzi een decorstad met een unieke dieptewerking. Door perspectieftrucs gaf hij de toeschouwers de indruk in de as van een lange straat te kijken. Dit effect werd onder meer bereikt door een hoog podium, een sterk oplopende vloer en schuin aflopende gebouwen. Later zou Bernini gelijkaardige technieken gebruiken voor de Scala Regia. De originele podiumstructuur is in de 17e eeuw vervangen door een systeem van glijdende decors, maar is gereconstrueerd nadat in 1996 de oorspronkelijke plannen werden gevonden in de Uffizi.   